# تايسون فيوري ضد أنتوني جوشوا
تايسون فيوري ضد أنتوني جوشوا هي مباراة ملاكمة احترافية مقترحة بين بطل المجلس العالمي للملاكمة وذا رينغ، تايسون فيوري، وبطل رابطة الملاكمة العالمية، الاتحاد الدولي للملاكمة، منظمة الملاكمة العالمية ومنظمة الملاكمة الدولية، أنتوني جوشوا، حيث الفائز الذي سيتم تعيينه سيصبح أول بطل للوزن الثقيل بلا منازع منذ لينوكس لويس في عام 2000 والأول من عصر الأربع أحزمة.
أُطلق على المعركة لقب «أكبر معركة في تاريخ الملاكمة البريطانية»، نظرًا لكونها مباراة بلا منازع متنازع عليها بين ملاكمين بريطانيين يتمتعان بشعبية كبيرة.
كان من المتوقع أن يحدث النزال في يوم 14 أغسطس 2021 في السعودية، لكن تم إصدار حكم من محكمة أمريكية بأنه يحق لديونتاي وايلدر خوض نزال ثالث ضد تايسون فيوري قبل تاريخ 15 سبتمبر 2021.

## خلفية
بعد أن هزم تايسون فيوري ديونتاي وايلدر من خلال الضربة القاضية الفنية في الجولة السابعة للاستيلاء على ألقاب دبليو بي سي ورينغ للوزن الثقيل في فبراير 2020، قام وايلدر على الفور بتنشيط شرط إعادة المباراة التعاقدية. كان من المقرر مبدئيًا إجراء معركة ثلاثية في 18 يوليو، ولكن بعد تعرض وايلدر لإصابة وبسبب مخاوف بشأن وباء كوفيد-19، تم تأجيل المباراة حتى أكتوبر. بناءً على طلب وايلدر، تم تأجيل المباراة مرة أخرى إلى 19 ديسمبر. بعد أن طلب فريق وايلدر مرة أخرى تأجيل التاريخ إلى عام 2021، أعلن فيوري في أكتوبر أنه سيترك المعركة الثالثة المقترحة، قائلاً «لقد سألوني عما إذا كنت سأوافق على تأجيلها إلى ديسمبر. وافقتُ على 19 ديسمبر، ثم حاولوا تغيير التاريخ مرة أخرى إلى العام المقبل. كنت أتدرب. أنا مستعد. عندما حاولوا الانتقال في 19 ديسمبر والمضي قدماً إلى العام المقبل، كان ذلك كافياً. سوف أتركهم.» بعد تعليقات فيوري، أصدر وايلدر مقطع فيديو على وسائل التواصل الاجتماعي، متهمًا فيوري بالغش خلال قتالهم في فبراير. مع إصرار فريق فيوري على انتهاء صلاحية شرط إعادة المباراة التعاقدية وإصرار فريق وايلدر على عكس ذلك، دخل الجانبان في عملية وساطة في محاولة لحل النزاع. ومع ذلك، وفقًا لمروج فيوري، بوب أروم، أصر فيوري على أنه لن يقاتل وايلدر مرة أخرى بسبب اتهامات الغش.
هزم أنتوني جوشوا آندي رويز جونيور في مباراة العودة في ديسمبر 2019 لاستعادة ألقابه الموحدة للوزن الثقيل. في وقت لاحق من ذلك الشهر، طلبت منظمة الملاكمة العالمية جوشوا بالدخول في مفاوضات مع منافسه الإلزامي أولكسندر أوسيك. في اليوم التالي، طلب الاتحاد الدولي للملاكمة جوشوا بمواجهة منافسه الإجباري كوبرات بوليف. نظرًا لأن الاتحاد الدولي للملاكمة أمر في البداية جوشوا بمواجهة بوليف في أوائل عام 2019، قبل مباراة العودة مع رويز، تم تحديد أن بوليف سيكون أولًا في خط مع أوسيك لمواجهة الفائز. بعد تأجيل الموعد الأصلي في يونيو بسبب وباء كوفيد-19، هزم جوشوا بوليف من خلال الضربة القاضية الفنية من الجولة التاسعة في ديسمبر 2020. بعد الانتصار، سُئل جوشوا في مقابلة ما بعد القتال عن احتمالية خوض معركة بلا منازع مع فيوري، قال جوشوا، «أريد التحدي. الأمر لا يتعلق بالخصم. إنه يتعلق بالإرث والحزام. أيا كان من حصل على الحزام، فأنا أحب التنافس معه. إذا كان هذا هو تايسون فيوري، فليكن تايسون فيوري. المسألة ليست معقدة.» أصدر فيوري مقطع فيديو على وسائل التواصل الاجتماعي ردًا على تعليقات جوشوا، قائلًا، «حسنًا، هناك تبدؤون جميعًا، أنتوني جوشوا قام فقط بتبليل نفسه على مباشرة على التلفزيون.» سُئل عما إذا كان يريد القتال، فتجول في الأدغال ووضع مؤخرته على الحافة. «أريد القتال! أريد المعركة القادمة! سأضربه في ثلاث جولات! إنه متشرد شوارعي. لا أطيق الانتظار حتى أعطيه اللكمة القاضية».
تم الاتفاق على صفقة ثنائية القتال بين البطلين من حيث المبدأ منذ يونيو 2020، حيث تم تقسيم النقود في المعركة الأولى بنسبة 50–50 وتقسيم إعادة المباراة بنسبة 60–40 لصالح الفائز. في مارس 2021، أفيد أن كلا الفريقين قد وقعا العقد، مع تحديد التفاصيل النهائية للموعد والمكان.
في 17 مايو 2021، تم الإعلان عن أن النزال سيحدث في 14 أغسطس 2021 في مكان ما في السعودية، ومع ذلك، بعد 24 ساعة من إصدار الإعلان، حكم قاض في محكمة أمريكية بأنه يحق لديونتاي وايلدر ممارسة خياره لخوض معركة ثالثة مع فيوري في تاريخ يصل إلى 15 سبتمبر. وضع هذا الحكم المباراة المقترحة بين جوشوا وفوري في خطر، حيث أشار وايلدر إلى أنه لم يكن مستعدًا للوقوف جانبًا للسماح للملاكمين البريطانيين بالمضي قدمًا. نتيجة للصعوبات في الموافقة على النزال بين جوشوا وفيوري، في 21 مايو، أعطت منظمة الملاكمة العالمية فريق جوشوا 48 ساعة للتوصل إلى اتفاق للقتال مع فيوري، أو بدلاً من ذلك قد يأمرون بمباراة ضد منافسهم الإلزامي، أولكسندر أوسيك. في 22 مايو، أصدرت منظمة الملاكمة العالمية تعليمات بأن جوشوا سيضطر للنزال ضد أوسيك، مع اتفاق على أن تكون المباراة في مكانها بحلول 31 مايو. في اليوم التالي، أعلن فيوري أنه وقع عقدًا لخوض معركة ثالثة مع وايلدر، والتي ستقام في لاس فيغاس في 24 يوليو.